# Формулы Френеля

Падающая, отражённая и преломлённая волны на границе раздела двух сред. Красным цветом показаны направления векторов напряжённости электрического поля. Случай p-поляризации

То же самое для s-поляризованного света (векторы напряжённости электрического поля направлены перпендикулярно плоскости рисунка)

Частичное пропускание и отражение амплитуды волны, падающей нормально на границу сред из среды с более низким показателем преломления

Фо́рмулы Френе́ля связывают амплитуды преломлённой и отражённой электромагнитных волн с амплитудой волны, падающей на плоскую границу раздела двух сред с разными показателями преломления. Названы в честь французского физика Огюста Френеля, получившего эти формулы. Отражение света, описываемое формулами Френеля, называется френелевским отражением.

## Предварительная информация
При падении на плоскую границу различают две поляризации света:
1) s-поляризация — вектор напряжённости электрического поля электромагнитной волны перпендикулярен плоскости падения (то есть плоскости, в которой лежат и падающий, и отражённый луч);
2) p-поляризация — вектор напряжённости электрического поля лежит в плоскости падения.
Формулы Френеля для s-поляризации и p-поляризации различаются.
Пусть {\displaystyle E_{i}}, {\displaystyle E_{r}}, {\displaystyle E_{t}} — комплексные амплитуды напряжённости электрического поля падающей, отражённой и преломлённой волн соответственно. Тогда величина {\displaystyle r={\frac {E_{r}}{E_{i}}}} называется амплитудным коэффициентом отражения, а величина {\displaystyle t={\frac {E_{t}}{E_{i}}}} — амплитудным коэффициентом пропускания. Буквами {\displaystyle r_{s}}, {\displaystyle r_{p}}, {\displaystyle t_{s}}, {\displaystyle t_{p}} будем обозначать соответствующие амплитудные коэффициенты для s- и p-поляризованных волн.

## Формулы

### Общий случай
{\displaystyle {\begin{aligned}r_{\text{s}}&={\frac {n_{1}\cos \theta _{\text{i}}-n_{2}\cos \theta _{\text{t}}}{n_{1}\cos \theta _{\text{i}}+n_{2}\cos \theta _{\text{t}}}},\\[3pt]t_{\text{s}}&={\frac {2n_{1}\cos \theta _{\text{i}}}{n_{1}\cos \theta _{\text{i}}+n_{2}\cos \theta _{\text{t}}}},\\[3pt]r_{\text{p}}&={\frac {n_{2}\cos \theta _{\text{i}}-n_{1}\cos \theta _{\text{t}}}{n_{2}\cos \theta _{\text{i}}+n_{1}\cos \theta _{\text{t}}}},\\[3pt]t_{\text{p}}&={\frac {2n_{1}\cos \theta _{\text{i}}}{n_{2}\cos \theta _{\text{i}}+n_{1}\cos \theta _{\text{t}}}}.\end{aligned}}}
где
{\displaystyle n_{1}} — показатель преломления среды, из которой падает волна,
{\displaystyle n_{2}} — показатель преломления среды, в которую волна проходит,
{\displaystyle \theta _{i}} — угол падения,
{\displaystyle \theta _{t}} — угол преломления.
Угол падения связан с углом преломления законом Снеллиуса:
{\displaystyle n_{1}\sin \theta _{i}=n_{2}\sin \theta _{t}.}
Поскольку свет с разными поляризациями, вообще говоря, по-разному отражается от поверхности, то отражённый свет может быть частично поляризован, даже если падающий свет неполяризован. При некотором угле падения, называемым углом Брюстера, отражённый луч оказывается полностью поляризован. Его поляризация оказывается линейной, перпендикулярной к плоскости падения (то есть выполняется условие {\displaystyle r_{p}=0}). Угол Брюстера {\displaystyle \theta _{B}} зависит от отношения показателей преломления сред, образующих границу раздела и может быть найден по формуле:
{\displaystyle \operatorname {tg} \theta _{B}={\frac {n_{2}}{n_{1}}}.}
Коэффициенты отражения и пропускания по энергии могут быть рассчитаны по формулам:
{\displaystyle R=|r|^{2},}
{\displaystyle T={\frac {n_{2}\cos \theta _{t}}{n_{1}\cos \theta _{i}}}|t|^{2}.}

Зависимость коэффициентов пропускания и отражения от угла падения света
из менее оптически плотной среды (воздуха) в более оптически плотную (стекло)
из более оптически плотной среды (стекло) в менее оптически плотную (воздух)

### Нормальное падение
В случае нормального падения света исчезает разница между p- и s-поляризованными волнами. Тогда амплитудные коэффициенты становятся равны:
{\displaystyle r_{s}=-r_{p}={\frac {n_{1}-n_{2}}{n_{2}+n_{1}}},}
{\displaystyle t_{s}=t_{p}={\frac {2n_{1}}{n_{2}+n_{1}}}.}
Разница в знаках {\displaystyle r_{s}} и {\displaystyle r_{p}} обусловлена выбором направлений векторов напряжённости электрического поля: в случае p-поляризации в пределе нормального падения векторы падающей и отражённой волны оказываются направлены в противоположные стороны, а в случае s-поляризации остаются сонаправленными.
Коэффициенты отражения и пропускания по энергии:
{\displaystyle R=\left|{\frac {n_{2}-n_{1}}{n_{2}+n_{1}}}\right|^{2},}
{\displaystyle T={\frac {4n_{1}n_{2}}{(n_{2}+n_{1})^{2}}}.}

## Границы применимости
Формулы Френеля справедливы в том случае, когда граница раздела двух сред гладкая, среды изотропны, угол отражения равняется углу падения, а угол преломления определяется законом Снеллиуса. В случае неровной поверхности, особенно когда характерные размеры неровностей сравнимиы с длиной волны, большое значение имеет диффузное отражение света на поверхности.

## В компьютерной графике
Для аппроксимации вклада фактора Френеля в зеркальное отражение используется аппроксимация Шлика.